# NGC 2152
NGC 2152 (również PGC 18249) – galaktyka spiralna z poprzeczką (SBa), znajdująca się w gwiazdozbiorze Malarza. Odkrył ją John Herschel 28 grudnia 1834 roku.